# Exetastes nigritibialis
Exetastes nigritibialis là một loài tò vò trong họ Ichneumonidae.